# Egil Kraggerud
Egil Kraggerud (nascido em 7 de julho de 1939) é um filólogo norueguês.
Nasceu em Hemnes como filho do dentista John Kraggerud (1903–1991) e do professor Borghild Johanne Westeren (1904–1988). Ele fez o exame na Escola da Catedral de Oslo em 1957 e estudou filologia clássica por cinco anos na Universidade de Oslo. Ele fez exames em latim e grego em 1963 e 1964, mas não no grau cand.philol. No entanto, ele foi contratado como pesquisador em 1965 e assumiu o doutorado. Formado em 1968 com a tese Aeneisstudien, um estudo do Eneida, de Virgílio. Em junho de 1963, casou-se com a professora Ellen Beate Sinding-Larsen e tornou-se genro de Henning Sinding-Larsen. Seu filho Henning Kraggerud é um violinista notável.
Na Universidade de Oslo, Kraggerud foi promovido a professor em 1967 e professor já em 1969, sucedendo um importante professor seu, Leiv Amundsen. Ele traduziu obras de Virgílio, Ésquilo, Eurípides e Boécio, e também estudou Horácio, Tácito, Henrik Ibsen e eruditos medievais noruegueses. Editou a revista acadêmica Symbolae Osloenses de 1972 a 1994 e se aposentou em 2002. Ele é membro da Academia Norueguesa de Ciências e Letras desde 1974, da Sociedade Real Norueguesa de Ciências e Letras desde 1985 e da Academia Europaea desde 1989. Ele foi agraciado com o Prêmio da Academia Norueguesa em memória de Thorleif Dahl em 1992.